# Rai Falls
Die Rai Falls sind Stromschnellen im Lauf des Rai River im Gebiet der Ortschaft Pelorus Bridge im Marlborough District auf der Südinsel Neuseelands. Ihre Fallhöhe beträgt rund 5 Meter.
Der New Zealand State Highway 6 führt etwa zur Hälfte der Strecke zwischen Picton und Nelson an den Stromschnellen vorbei.